# Learn from Experience Part II
Learn from Experience Part II (禍福 後篇, Kafuku kōhen) è un film del 1937 diretto da Mikio Naruse.

## Trama
Nel primo di questa serie di due film (Learn from Experience Part I) Toyomi, incinta di Shintaro, decide di portare avanti la propria gravidanza dopo che il compagno l’ha lasciata per Yurie.
Toyomi, lasciata la casa paterna, lavora come commessa in un negozio, dove fa la conoscenza della cliente abituale Yurie e fra le due nasce una sincera amicizia. Solo più avanti Toyomi apprende che Yurie è ora la moglie di Shintaro.
Quando il figlio di Toyomi nasce, Yurie invita l’amica ed il neonato a trascorrere del tempo a casa sua, mentre Shintaro è all’estero per una missione diplomatica. Yurie si affeziona grandemente al piccolo.
Quando Shintaro ritorna è naturalmente sconvolto dal constatare che a casa ci sono Toyomi e il figlio (che solo allora apprende essere il suo proprio). Egli decide di raccontare alla moglie tutta la verità, ma Yurie lo prega di non farlo, e, avendo da tempo subodorato lo stato delle cose, chiede a Toyomi di poter allevare il piccolo a casa propria, in tal modo preservandolo dai pregiudizi prevalenti nella società del tempo rispetto ai figli illegittimi, e allo stesso tempo assicurandogli un futuro di benessere economico.
Toyomi accetta. Continuerà ad occuparsi degli infanti nella sua successiva occupazione come maestra d’asilo.